# Понтій Телезін
Понтій Телезін (лат. Pontius Telesinus; помер 1 листопада 82 до н. е.) — італійський військовий діяч, був останнім незалежним лідером італійських самнітів під час війни між сулланською та маріанською партіями в Стародавньому Римі. З його ім'ям пов'язана остання спроба самнітів завоювати незалежність. Очолював останні залишки повстання в Південній Італії після того, як головне повстання вже було придушене. Він втрутився в римські громадянські війни 80-х років до н. е., намагаючись покращити своє становище та становище свого народу, але вибрав сторону, яка програла, і був убитий у 82 році до н. ери після битви біля Коллінських воріт проти римського полководця Сулли.
Преномен Понтія невідомий; можливо, джерела розповідають про двох братів Понтіїв Телезінів, один з яких командував самнітами, а інший брав участь в обороні Пренесте від військ Сулли. Понтій Телезін може бути предком Понтія Пілата, римського намісника Юдеї.

## Життя
Самніти були народом, який населяв центральну та південну Італію і вів кілька війн проти Римської республіки, перш ніж їх підкорили в III ст. до н. е..
Рід Понтія займав лідируючі позиції у самнітів вже в IV ст.до н.е..
Понтій Телезін стверджував, що походить від Гая Понтія, вождя самнітів, який принизив римлян у битві в Кавдинській ущелині в 321 році до н. е.. Антикознавець Франсуа Інар також називає Телезіна нащадком цього Понтія, але жодних підтверджень цього в джерелах немає. Прізвище (когномен) «Telesinus» вказує на походження від Телезії. За словами Веллея Патеркула Телезін був людиною «відважною духом і діями, що до глибини душі ненавиділа саму назву Риму».
У кількох римських джерелах Понтій є одним із лідерів самнітів під час союзницької війни проти Риму в 91 р. до н.е., що мав ранг «претора», але жодних його конкретних дій в основній частині конфлікту не відомо. Повстання було придушено в 88 р. до н.е,, але Телезін очолив залишки італійського опору Риму в Луканії та Брутії. Наприкінці 88 (або на початку 87 року до н.е.) він та інші лідери повстанців, що залишилися, взяли в облогу Ізію в Брутії та Регію на Мессінській протоці, але були відкинуті римським губернатором Сицилії Гаєм Норбаном. Тим не менш, вони змогли укласти мир з Римом на вигідних умовах, приєднавшись до римського консула Корнелія Цинни в громадянській війні 87 р. до н.е.
У кількох римських джерелах він згадується як один із «найбільш знаменитих полководців», які очолювали італіків під час Союзницької війни, а також як командир у цій війні самнітів і луканів, але в списку преторів італіків, який наводить Аппіан, його немає.
Телезін вийшов на перші позиції після загибелі Квінта Попедія Силона. Хоча його й розбив римський полководець Гай Норбан, остаточно самніти так і не були розгромлені: в умовах громадянської чвари в Римі, а потім і влади слабкої маріанської партії, вони зберігали відносну незалежність на частині своєї споконвічної території. У громадянську війну 83 - 82 років Телезін вступив вже як "досвідчений воїн, випробуваний у важких боях".
Почувши про це лихо, Понтій Телезін і луканський вождь Марк Лампоній зібрали значні сили, щоб звільнити Марія. Але, виявивши, що армії Сулли перекривають дорогу до міста та загрожують їхнім тилам, вирішили рушити до міста Рим й розбили табір біля Коллінських воріт.
Деякі римські джерела представляють самнітів як корисливу сторону, яка скористалася громадянською війною, щоб підірвати Римську республіку, прикидаючись, що допомагає справі Марія.  1 листопада 82 року до н.е. самніти та лучани зазнали поразки в битві біля Коллінських воріт, яка тривала до ночі. Наступного дня Телезіна знайшли смертельно пораненим на полі; за словами Веллея, він мав вигляд завойовника, незважаючи на поразку. Його голову відрубали і виставили перед стінами Пренесте, де брат Телезіна потім у відчаї покінчив життя самогубством. Із втратою свого природного лідера, самніти розсіялися, а їхні військові зусилля зазнали краху. З Телезіном закінчився останній вираз опору самнітів проти римського панування.

## Роль в громадянській війні
Коли Сулла висадився у Південній Італії 83 року, самніти зайняли вичікувальну позицію; завдяки цьому Сулла зміг пройти через Самній без бою. Ще на кордоні між Апулією і Луканією, згідно з мемуарами самого диктатора, йому зустрівся раб «якогось Понтія, одержимого божественним натхненням, і сказав, що його вустами богиня Беллона сповіщає Суллі успіх і перемогу в цій війні, але якщо той не поспішить, згорить Капітолій». Це передбачення справдилося точно в зазначений день, 6 липня того ж року. Багато дослідників вважають, що кажучи про Понтія мають на увазі Понтія Телезіна; таким чином Сулла міг натякати вже після закінчення війни на причетність самнітів до підпалу, щоб виправдати репресії проти них.
Перша згадка про самнітів в лавах однієї з армій тієї війни відноситься до початку 82 року до н.е., коли Сулла, розбивши Гая Марія Молодшого при Сакрипорті, захопив безліч полонених. Полонених, які виявилися самнітами, він наказав перебити. Після низки нових перемог сулланців, Понтій Телезін відкрито підтримав маріанську партію, коли міг розраховувати на збереження відносної незалежності Самнії. Відповідно до Луція Аннія Флора, Понтій разом із луканцем Марком Лампонієм пограбував Етрурію і Кампанію так, як це робили свого часу Пірр і Ганнібал. Потім Телезін, Лампоній та капуанець Гутта зібрали 70-тисячну армію і рушили на Пренесте, на допомогу обложеному там Суллою Марію Молодшому. Цей наступ не вдався, оскільки сулланці зайняли єдиний гірський прохід на шляху.
Пізніше (наприкінці жовтня 82 року до н.е.) Понтій Телезін на чолі 40-тисячного війська зробив ще одну спробу розблокувати Пренесте. Опинившись між арміями Сулли і Гнея Помпея, він змінив напрямок і рушив Соляною дорогою на Рим, плануючи зруйнувати місто. Одночасно на Рим рухалися і залишки армії Карбона. Цей похід міг бути як жестом розпачу, адже у Римі армія Телезіна виявлялася відрізаною від шляхів можливого відступу, і стратегічним маневром, розрахованим те що, що Сулла залишить зручні для оборони позиції у горах і буде змушений дати бій на рівнині, де у численної армії італіків і маріанців були шанси на перемогу, а Марій зможе, нарешті, прорвати ослаблену блокаду Пренесте.

## Битва біля Коллінських воріт
Докладніше: Битва біля Коллінських воріт
Біля стін Риму самніти та луканці відбили вилазку загону аристократичної кінноти. У місті вже почалася паніка, коли прибула армія Сулли, що залишила свої неприступні позиції для порятунку Риму. Перед битвою з ворогом, який перегородив йому шлях біля Коллінських воріт, Телезін сказав у своєму зверненні до війська:
«Ніколи не будуть винищені вовки, викрадачі свободи Італії, доки не буде вирубано ліс, в якому вони мають звичай ховатися».
У запеклій битві війська антисуланської коаліції змогли втекти через лівий фланг противника, так що деякі з тих, хто втік, навіть досягли табору Офелли зі звісткою про повний розгром. Вже вночі битва закінчилася перемогою Сулли. Телезін був тяжко поранений у бою, і наступного дня його знайшли «напівживим, але за виразом обличчя він більше був схожим на переможця, ніж на переможеного». Залишається незрозумілим, чи був він добитий чи помер від ран; відомо тільки, що його голову Сулла відправив до війська, що тримав в облозі Пренесте, і її пронесли навколо міста на вістрі меча, щоб деморалізувати захисників. Про Телезіна як командувача біля Коллінських воріт повідомляє також Флор.

## В легендах та літературі
1. Деякі джерела називають людину на ім'я Понтій Телезін одним із захисників Пренесте. Коли мешканці міста вирішили здатися Суллі, Телезін разом із Гаєм Марієм зник у підземних ходах. Там він задушив Марія на його прохання
2. За іншою версією, вони, бачачи, що порятунку немає, домовилися вбити один одного мечами, але Марій виявився більш швидким і вбив Телезіна, послабивши «поблизу свого тіла руку пронизаного товариша».
3. Веллей Патеркул пише, що товаришем Гая Марія в його останні години був молодший брат Телезіна. Це єдине джерело, яке повідомляє і про командування     Телезіна над самнітською армією, і про обставини смерті Гая Марія.
4. В польських хроніках існує легенда про втечу ряду знаних італійців в I століття до н.е. в Литву. На цій легенді заснована частина родословної дворянського роду Потьомкіних:

«Походження того роду з держави Римського королівства Неаполітанського є княжество по древньому нареченню Самницького… від князя самницького Понціуша Телезіна… Дав він, князь Понціуш, зрідня своєму місцю Понціушу… ріки Потенції. І з того часу почав він зватись и при ньому будучи його родичами Потемтіни, а по слов'янськи Потьомкіни… Зрідня їх, залишивши володіння свої, жила на Польській землі і були в честях і дані від королів польських маєтності великі».
5. Понтій Телезін діє у романах Мілія Єзерського «Марій і Сулла» та Колін Маккалоу «Фаворити Фортуни».